# Гарретт, Бо
Бо Джесси Гарретт (англ. Beau Jessie Garrett; род. 28 декабря 1982, Лос-Анджелес, Калифорния) — американская актриса и модель. Наиболее известна второстепенными ролями в фильмах «Туристас», «Фантастическая четвёрка: Вторжение Серебряного сёрфера» и «Трон: Наследие».

## Ранние годы
Родилась 28 декабря 1982 года в медицинском центре Седарс-Синай в Лос-Анджелесе. Детство провела в городе Топанга, штат Калифорния. У неё есть старшая сестра Отум. Двоюродная сестра актёра Кайла Чендлера.
В 14 лет начала работать моделью в агентстве Elite. В 1997 году стала полуфиналисткой конкурса «Elite Model Look».

## Карьера
В конце 1990-х была нанята компанией Guess. В 2006 году появилась в фильме «Туристас» в роли Эми. В 2007 году отметилась ролью Фрэнки Рей в фильме «Фантастическая четвёрка 2: Вторжение Серебряного сёрфера». В 2010 году исполнила роль Джем в фильме «Трон: Наследие».
Гарретт рекламировала косметику «Revlon» вместе с Хэлли Берри, Джессикой Альба, а также является моделью Double D Ranch и CosmoGirl.
В 2014 году, Гарретт получила одну из главных ролей в сериале «Руководство подруг к разводу», в котором снималась до 2018 года.
В 2017—2018 годах играла Джессику Престон в сериале «Хороший доктор».

## Избранная фильмография
| Год       |   | Русское название                                         | Оригинальное название                     | Роль             |
| --------- | - | -------------------------------------------------------- | ----------------------------------------- | ---------------- |
| 2006      | ф | Туристас                                                 | Turistas                                  | Эми              |
| 2007      | ф | Из-под земли                                             | Unearthed                                 | Кайя             |
| 2007      | ф | Смерть в эфире                                           | Live!                                     | Криста           |
| 2007      | ф | Фантастическая четвёрка 2: Вторжение Серебряного сёрфера | Fantastic Four: Rise of the Silver Surfer | Фрэнки Рей       |
| 2008      | ф | Друг невесты                                             | Made of Honor                             | Глория           |
| 2010      | с | Доктор Хаус                                              | House                                     | Валери           |
| 2010      | ф | Трон: Наследие                                           | Tron Legacy                               | Джем             |
| 2011      | с | Мыслить как преступник: Поведение подозреваемого         | Criminal Minds: Suspect Behavior          | Джина            |
| 2014—2018 | с | Руководство подруг к разводу                             | Girlfriends' Guide to Divorce             | Фиби             |
| 2016      | с | Лонгмайер                                                | Longmire                                  | Шона Кроуфорд    |
| 2017—2018 | с | Хороший доктор                                           | The Good Doctor                           | Джессика Престон |